# Thomas Austen Brown

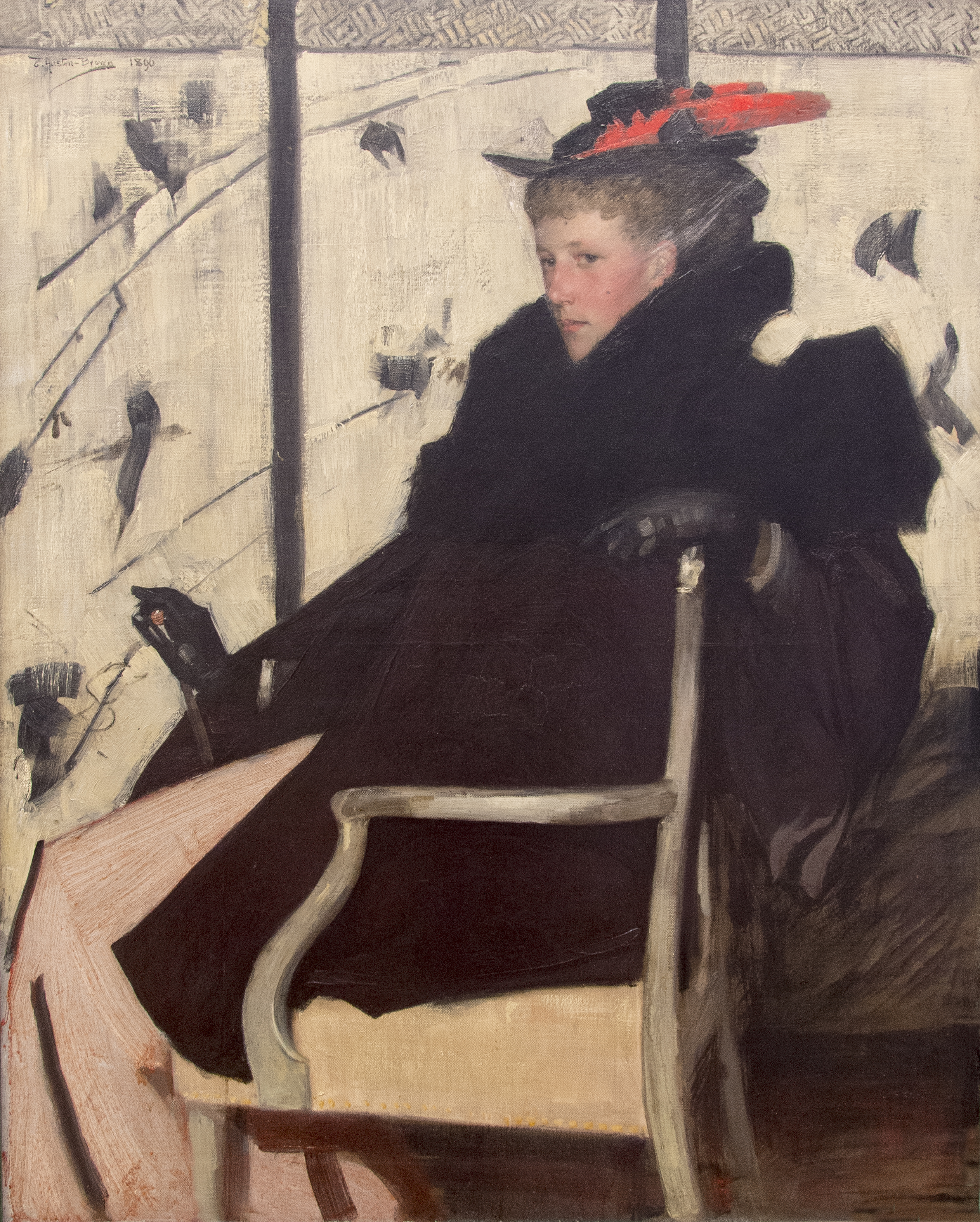
Mademoiselle Plume rouge (1896) in de Neue Pinakothek

Thomas Austen Brown (Edinburgh, 18 september 1859 - Boulogne-sur-Mer, 1924) was een Schots kunstschilder, etser en houtgraveur.

## Biografie
Austen Brown studeerde aan de Royal Scottish Academy School. Kunstcritici kregen aandacht voor hem omwille van zijn kleurenpalet en de sentimentaliteit van zijn werken. Hij schilderde in Cambuskenneth bij Stirling en geraakte zo bevriend met schilders uit Glasgow. Door hun snel succes in zowel Londen als op het Europees continent geraakte Austen Brown mee bekend. Hij schilderde zowel met olieverf als met waterverf.
Hij trok naar Boulogne-sur-Mer waar hij meestal aquarellen schilderde en veel van zijn vorige werken afwerkte. Werken van hem werden tentoongesteld in München, Dresden, Barcelona en Boedapest. Er is een werk van hem te zien in het Museum voor Schone Kunsten te Gent.
- Gemeinsame Normdatei: 1038499917
- International Standard Name Identifier: 0000 0001 1789 3501
- Library of Congress Control Number: nb2008018630
- RKD-Nederlands Instituut voor Kunstgeschiedenis: 13215
- Système universitaire de documentation: 111183715
- Museum of New Zealand Te Papa Tongarewa: 308
- Union List of Artist Names: 500007536
- Virtual International Authority File: 166729961
- WorldCat: E39PBJgMBH9qyX7crQyJTQmw4q